# Leopold Lorenz Bartholomäus von Strassoldo
Graf Leopold Lorenz Bartholomäus von Strassoldo (* 9. August 1739 in Görz; † 17. August 1809 in Wien) war kaiserlich österreichischer Feldmarschall-Lieutenant und Inhaber des Infanterie-Regiments Nr. 27.

## Herkunft
Seine Eltern waren der Graf  Joseph Anton von Strassoldo (1702–1768) und dessen Ehefrau die Gräfin Maria Francesca von Porcia (1706–1751).

## Leben
Er erhielt seine militärische Bildung schon ab dem November 1752 an der Wiener-Neustädter Militär-Akademie. Nach seinem Abschluss kam er im Mai 1759 als Fähnrich in das Infanterie-Regiment Nr. 49 (Angern). Er kaufte sich einige Stellen und wurde so im Jahr 1769 bereits Oberstlieutenant. Anschließend kam er 1773 als Oberst in das Infanterie-Regiment Nr. 35 (Ludwig Hessen-Darmstadt). Im Jahr 1783 wurde er Generalmajor und als Brigadier nach Syrmien versetzt. Er kämpfte im 8. Türkenkrieg und wurde 1789 zum Feldmarschall-Lieutenant befördert. Als solcher wurde er nach Pest beordert, um ein zur Verstärkung aufgestelltes Korps an die Donau zu führen. 1791 ernannte ihn der Kaiser zum Inhaber des Infanterie-Regiments Nr. 27. Strassoldo ging kurz darauf in Pension und starb 1809 in Wien.

## Familie
Strassoldo heiratete am 8. Februar 1780 die Gräfin Franziska Xaveria von Auersperg (1756–1811). Das Paar hatte mehrere Kinder:
- Joseph Maria (1781–1862) ⚭ Gräfin Giulia Belgrado[2].
- Julius Cäsar (* 1791; † 20. September 1855), Feldmarschall-Lieutenant.
- Franziska (* 3. Januar 1781; † 12. Januar 1854) ⚭ 1798 Josef von Radetzky, Feldmarschall.
- Michael (* 23. März 1800; † 20. Dezember 1873)[3],Verwaltungsbeamter ⚭ 1850 Maria Anna Malowetz von Malowitz und Kossorz (1821–1905).